# Moschee zu Xi’an

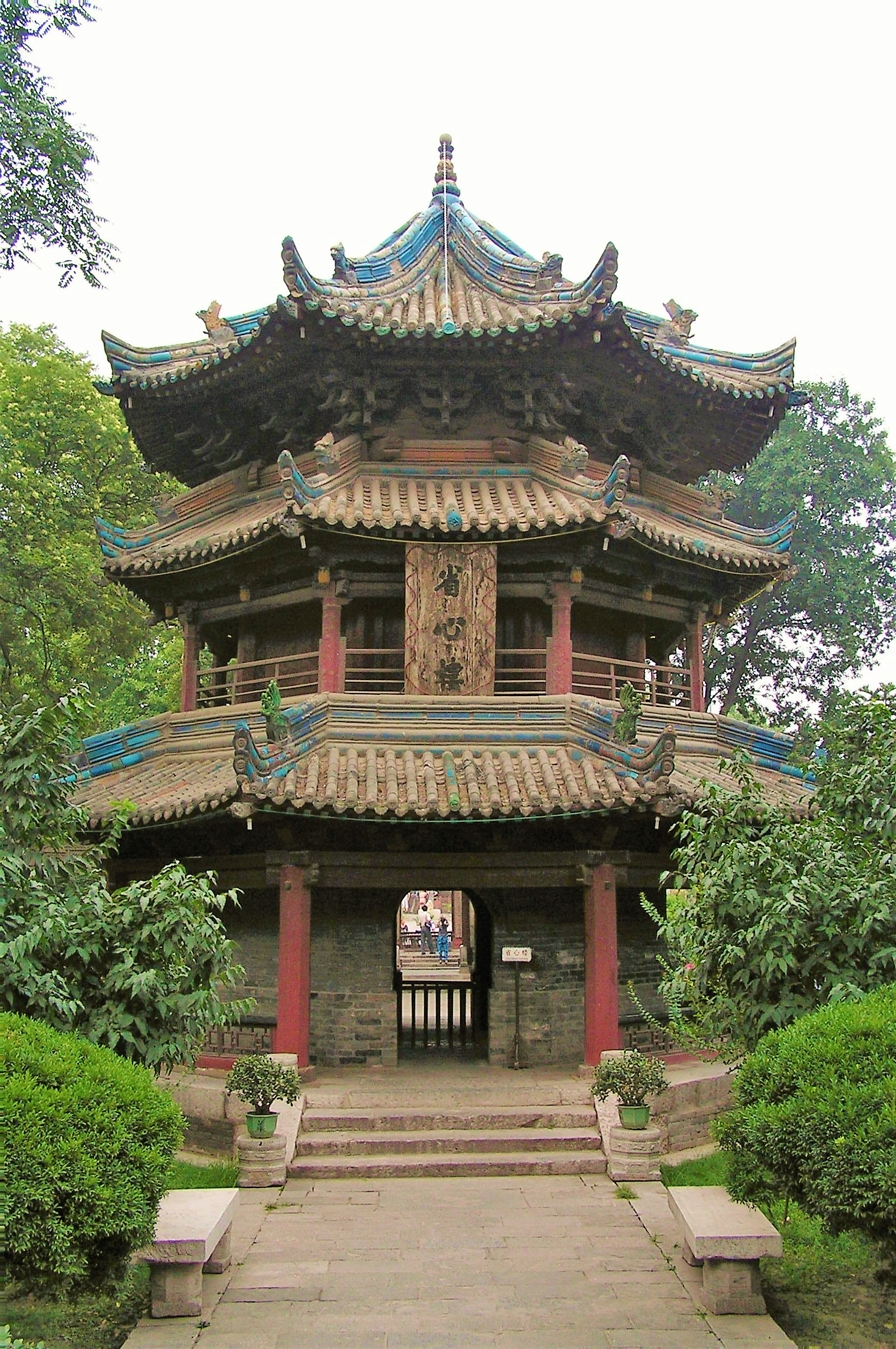
Als Minarett dienender Pavillon

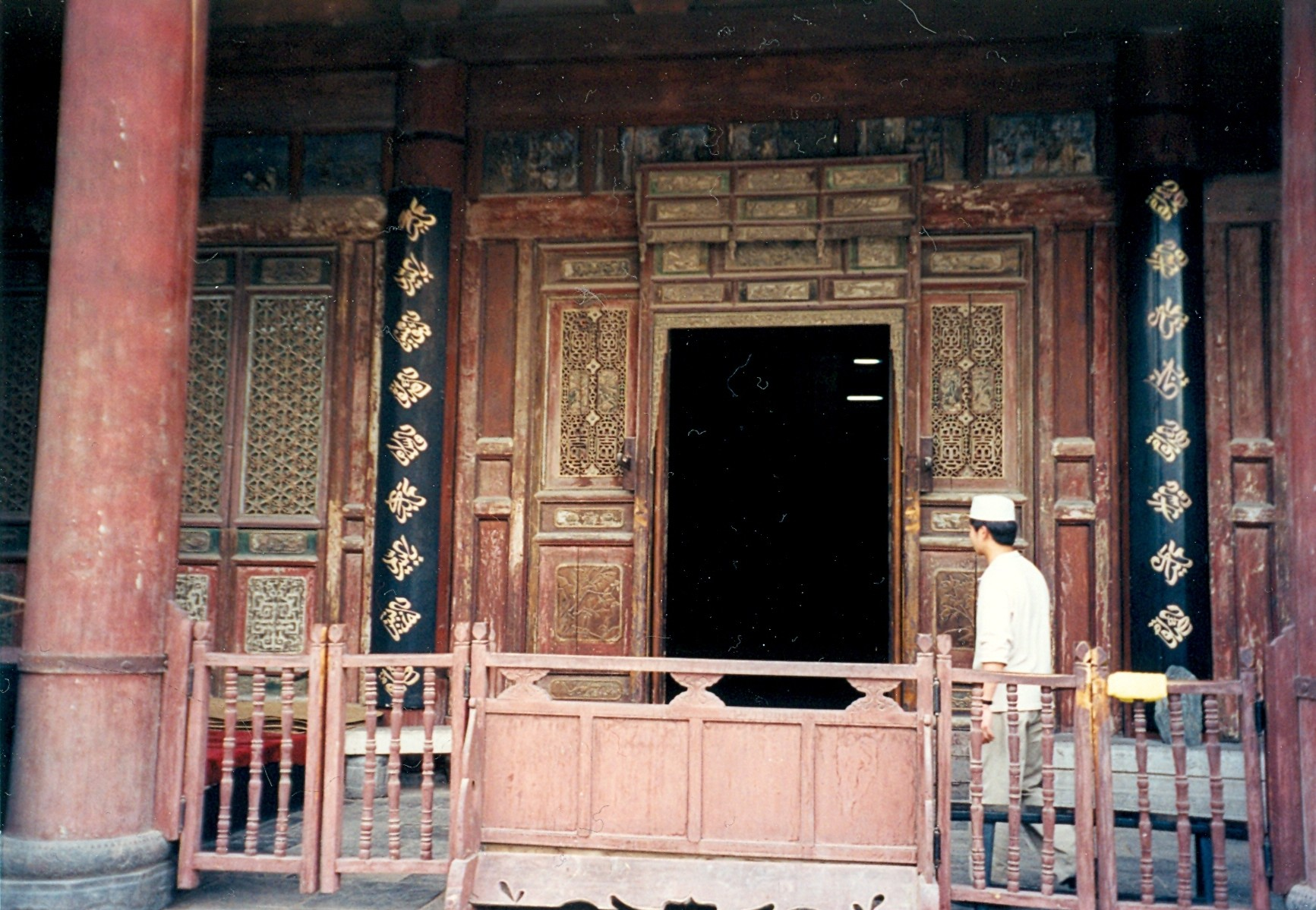
Eingang zur Gebetshalle

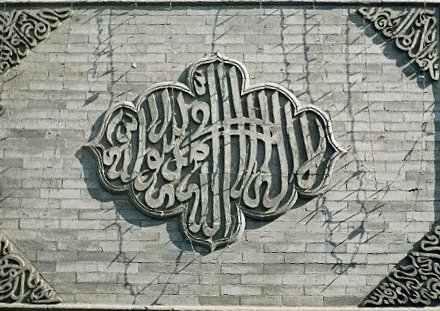
Kalligraphie in der Moschee

Die Moschee zu Xi’an bzw. Große Moschee von Xi’an (chinesisch 西安清真寺, Pinyin Xī’ān qīngzhēnsì bzw. 西安大清真寺,  Xī’ān Dà qīngzhēnsì) befindet sich nahe dem Trommelturm (Gulou) in der Huajue-Gasse (Huajue xiang) von Xi’an, Provinz Shaanxi, China. Sie ist eine der ältesten und berühmtesten Moscheen des Landes.
Sie wurde in der Tang-Dynastie (in der Zeit des Herrschers Xuanzong, 685–762) am östlichen Ende der Seidenstraße erbaut und wurde in späteren Zeiten renoviert (insbesondere während der Herrschaft des Kaisers Hongwu der Ming-Dynastie). Sie ist ein Anziehungspunkt für Touristen und wird noch heute von chinesischen Muslimen (hauptsächlich von Hui-Chinesen) als Gebetsort genutzt. Anders als die meisten Moscheen im Nahen Osten oder anderen arabischen Ländern ist die Moschee von Xi’an in ihrem Bau- und Architekturstil vollkommen chinesisch geprägt. Ausnahmen bilden lediglich einige arabische Beschriftungen und Dekorationen, denn die Moschee hat weder Kuppeln noch Minarette.
Die Moschee zu Xi’an steht seit 1988 auf der Liste der Denkmäler der Volksrepublik China.